# Schédryk
«Schédryk» (en ucraniano: Ще́дрик) es un villancico compuesto en 1916 por el compositor ucraniano Mykola Leontóvych. La pieza cuenta la historia de una golondrina que vuela por el centro de un barrio para anunciar que se acerca la próxima primavera. El villancico se suele cantar en la noche del 13 de enero, que corresponde al 31 de diciembre o Nochevieja en el calendario juliano, en que se celebra en Ucrania la «Tarde de generosidad» (Malanka o Schedryi véchir). Las primeras interpretaciones fueron realizadas por estudiantes de la Universidad de Kiev.
Años más tarde, el compositor estadounidense de origen ucraniano Peter Wilhousky adaptó el tema al inglés bajo el título de Carol of the Bells (Villancico de las campanas), la cual fue interpretada el 5 de octubre de 1921 por el Coro Nacional de Ucrania en el Carnegie Hall. En 1936, se hizo con los derechos del villancico adaptando el texto dentro de un contexto más navideño que el original. En Estados Unidos es considerado como uno de los más populares de la época.

## Letra

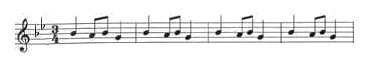
El motivo de cuatro notas que se repite en la canción.

Aunque Carol of the Bells y Schédryk comparten la misma melodía, las letras de estas dos canciones no tienen nada en común.
| Letra original Schédryk | Transliteración (BGN/PCGN) | Traducción al español |
| --- | --- | --- |
| Ще́дрик, щедри́к, ще́дрівочка, При́летіла ла́стівочка, Ста́ла собі́ ще́бетати, Го́сподаря ви́кликати: «Ви́йди, вийди́, го́сподарю, По́дивися на кошару́ — Там овечки́ покотили́сь, А ягнички́ народили́сь. В те́бе това́р весь хороши́й, Бу́деш мати́ мі́рку гроше́й, Хоч не гроші́, то полова́, В те́бе жінка́ чорноброва́.» Ще́дрик, щедри́к, ще́дрівочка, При́летіла ла́стівочка. | Schédryk schédryk, schedrivochka, pryletila lastivochka, stala sobi schebetaty, hospodarya vyklykaty: «Vyidy, vyidy, hospodaryu, podyvysya na kosharu, tam ovechky pokotylys’, a yahnychky narodylys’. V tebe tovar ves’ joroshyy, budesh’ maty mirku hroshey. Joch ne hroshi, to polova. V tebe zhinka chornobrova». Schédryk schédryk, schedrivochka, pryletila lastivochka. | Schédryk, schédryk, schedrivochka, vino una pequeña golondrina [dentro del hogar] y comenzó a piar para llamar al dueño: «Sal, sal, dueño [del hogar], mira el corral, allí las ovejitas han parido y los corderillos han nacido. Toda tu mercancía es buena, obtendrás mucho dinero [al venderla]. Y si no es mucho, será la mitad. Tienes una [bella] mujer de cejas negras». Schédryk, schédryk, schedrivochka, vino una pequeña golondrina. |